# Forces de défense nationale éthiopiennes
Les Forces de défense nationale éthiopiennes (FDNE) est la dénomination de l'armée éthiopienne depuis l'établissement de la République fédérale en 1991. Le ministère de la Défense est responsable des armées: des forces militaires au sol et des forces aériennes ainsi que du secteur de l'industrie de la défense. Le ministre actuel de la défense depuis le 18 août 2020 est Kenea Yadeta.

## Organisation
Les FDNE sont constituées de deux branches distinctes: l'armée de terre et l'armée de l'air. L'Éthiopie compte plusieurs organisations industrielles de défense qui produisent divers types d'armement. La plupart ont cependant été construits sous le Gouvernement militaire provisoire de l'Éthiopie socialiste (DERG) dans le cadre de la planification d'un large complexe militaro-industriel. Les FDNE reposent sur la base d'un service militaire volontaire pour les plus de 18 ans. Bien qu'il n'y ait pas de service militaire obligatoire, l'armée peut effectuer des appels si nécessaire, qui deviennent alors obligatoires.  
Dans la mesure où l’Éthiopie n'a pas d'accès direct à la mer, elle ne dispose pas aujourd'hui de marine de guerre. En 1950, quand l’Éthiopie a à nouveau obtenu un accès direct à la mer, elle a procédé à la mise en place de la marine éthiopienne en 1955. À la suite de l'indépendance de l’Érythrée en 1991, l’Éthiopie a à nouveau perdu son accès direct à la mer, mais la marine a néanmoins continué d'opérer jusqu'à ce qu'elle soit dissoute en 1996.
L'organisation des forces terrestres est constitué de quatre commandements régionaux équivalent à des corps d'armée et d'unités indépendantes. Voici leur ordre de bataille en 2017 :
Commandement Nord
Basé dans la région du Tigré, ressemble la moitié des forces mécanisées. Son quartier-général est passé aux mains du Front de libération du peuple du Tigré, qui étaient jusqu'en 2018 à la tête du parti au pouvoir en Éthiopie, au déclenchement du conflit dans la région en novembre 2020 et plusieurs officiers ont fait défection.
- 4e division d'infanterie mécanisée ;
- 11e, 14e, 21e et 25e divisions d'infanterie. Des éléments de la 22e division paraissent également dépendre de ce commandement.

Commandement Ouest
- 7e division d'infanterie mécanisée ;
- 23e, 26e et 43e divisions d'infanterie.

Commandement Centre
- 8e division d'infanterie mécanisée ;
- 22e, 24e, 31e, 33e et 35e division d'infanterie.

Commandement Sud-est
- 6e division d'infanterie mécanisée ;
- 12e, 13e, 19e, 32e et 44e divisions d'infanterie

Unités indépendantes
- Forces spéciales ;
- Division Commando Agazi ;
- 205e brigade commando ;
- 206e brigade commando ;
- Garde Présidentielle ;
- Forces de la sécurité d'Addis-Abeba.

## Effectifs
La taille des forces des FDNE a varié de manière significative depuis la fin de la guerre entre l’Érythrée et l’Éthiopie en 2000. En 2002, les FDNE regroupaient environ 400 000 troupes, soit approximativement un nombre constant depuis le régime du DERG. Les effectifs en 2007 lors du conflit avec les Shebabs en Somalie autour de 300 000 troupes. En 2012, ISS a estimé que les forces au sol comptaient 135 000 personnes auxquelles s'ajoutent 3 000 dans la force aérienne. En 2017, ils étaient estimés 180 000 dans l'armée de terre, environ 3 500 dans l'aviation plus environ 55 700 paramilitaires soit environ 235 700 personnes. En 2020, on estime le nombre de soldats professionnels à 135 000 hommes.

## Histoire

### Sous la monarchie

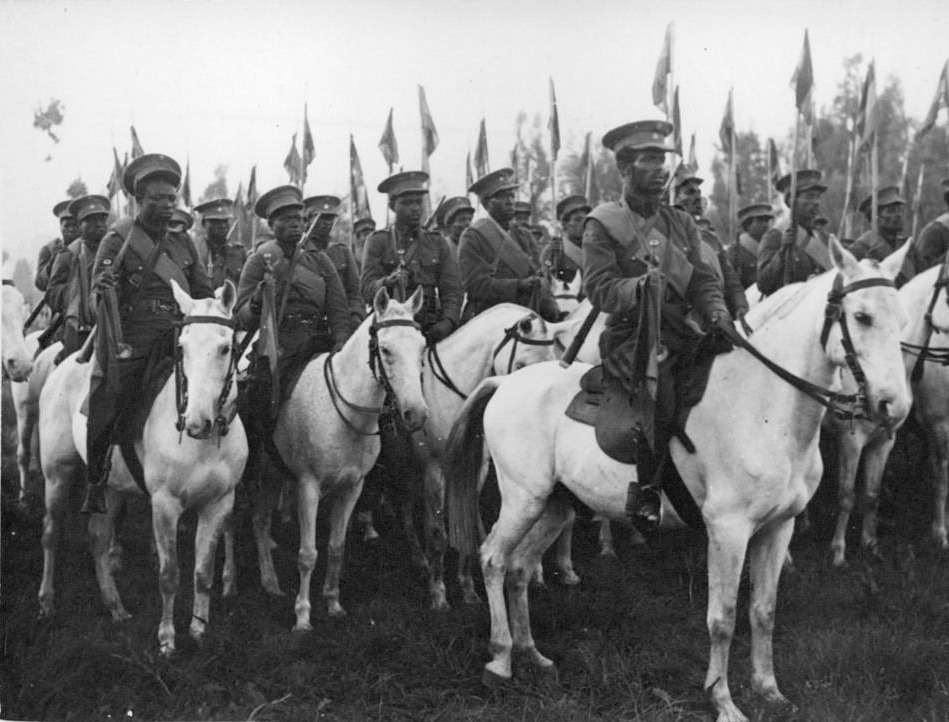
Cavaliers de l’armée impériale éthiopienne en 1936.

L'Empire éthiopien est la seule puissance africaine à avoir contenu durablement une expansion européenne à la fin du XIXe siècle. Il agrandit fortement son territoire lors des campagnes de Menelik II dans le dernier quart de celui-ci.
Elle parvient à repousser le royaume d'Égypte lors de la guerre égypto-éthiopienne de 1875-1876, les madhistes soudanais lors de la guerre éthio-mahdiste de 1885 de 1889 malgré une lourde défaite, et, plus emblématique, parvient à remporter la victoire contre le royaume d'Italie lors de la première guerre italo-éthiopienne de 1885-1896 dont la plus importante bataille est celle d'Adoua.
Elle ne peut cependant empêcher l’Italie de conserver les côtes et plateaux de l’Érythrée lors des négociations qui s'ensuivent.
Elle est finalement envahie par l'Italie fasciste lors de seconde guerre italo-éthiopienne entre 1935 et 1936. La résistance éthiopienne aide fortement à la libération du pays par les forces britanniques et françaises libres lors de la campagne d'Afrique de l'Est en 1941.
Après la Seconde Guerre mondiale, l'Empire éthiopien reconstitue son armée avec l'aide des États-Unis. Celle-ci dispose en 1951 de la division des gardes du corps impériaux, trois divisions d'armée, une petite armée de l'air en cours de constitution et une armée provinciale, territoriale, de réserve. Cette année-là, un contingent de la taille d'un régiment part combattre durant la guerre de Corée au sein du Commandement des Nations unies en Corée.

### Junte militaire

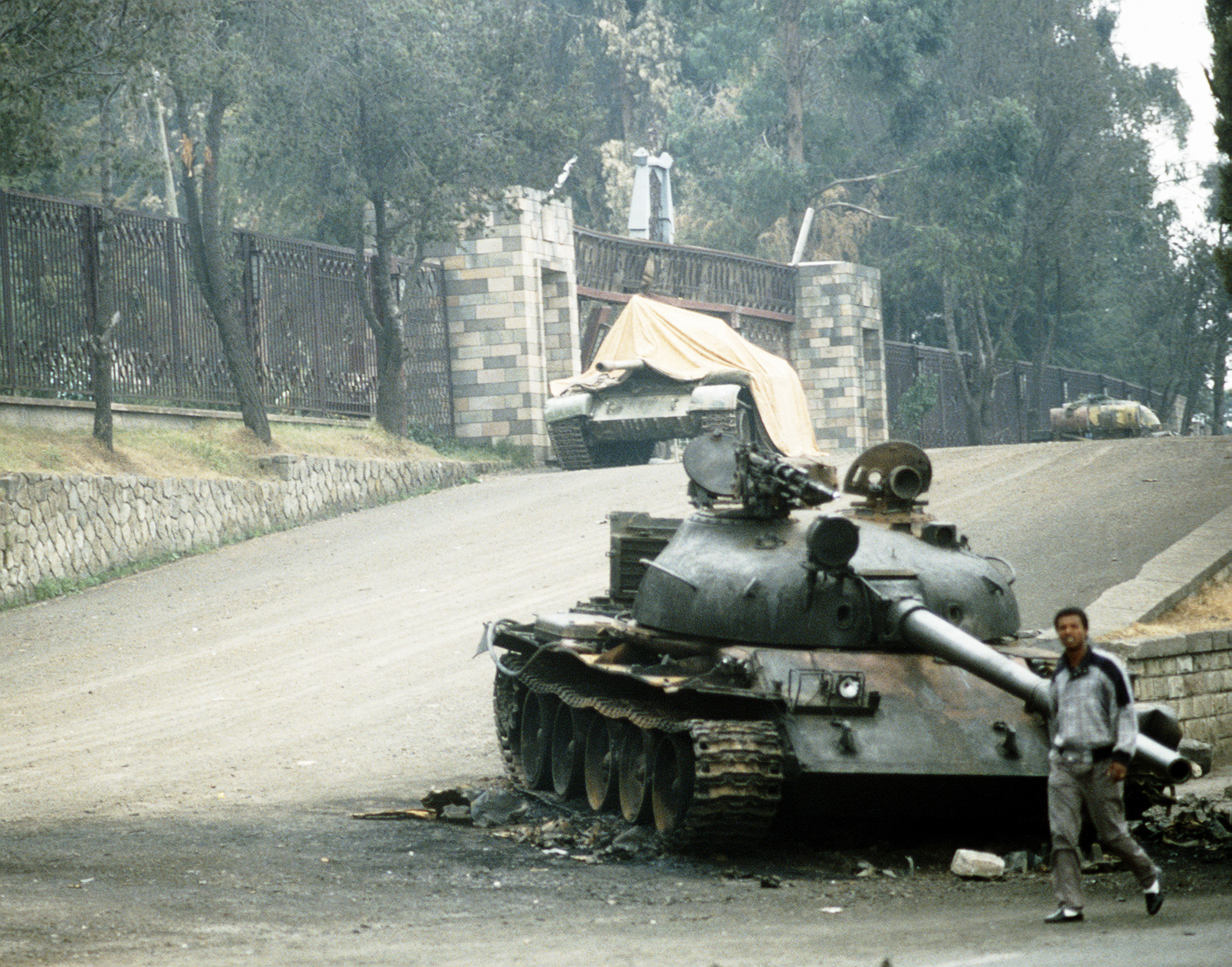
Un char T-62 et un T-54/55 hors de combat à Addis-Abeba en 1991.

À la suite de la révolution éthiopienne de 1974, l'armée prend le pouvoir, une junte militaire, le Derg (en amharique : ደርግ, « comité des égaux ») dirige le pays jusqu'en 1991 lorsqu'elle perd le pouvoir après une longue guerre civile où elle est soutenue par un corps expéditionnaire des armées cubaine et soviétique.
Elle remporte la guerre de l'Ogaden de 1977/1978 contre la Somalie.

### Depuis 1991
Depuis 1991, l'armée éthiopienne a été déployée sur de nombreux théâtres d'opérations. Elle a dû affronter deux conflits majeurs avec ses voisins : la guerre Érythrée-Éthiopie de 1998 à 2000 et son intervention de 2006 à 2009 dans la guerre civile somalienne. Sur le plan intérieur, elle lutte contre deux mouvements indépendantistes, le Front de libération Oromo (FLO) et le Front national de libération de l'Ogaden et s'engage  dans le conflit de 2020 au Tigré. 
Elle a une propension à intervenir unilatéralement chez les pays voisins lorsqu'elle pourchasse des groupes ennemis, ainsi, elle abat trois policiers kényans le 20 novembre 2015 alors qu'elle traque des rebelles du FLO. Elle est engagée dans le maintien de l'ordre de manière brutale, les 6 et 7 août 2016 entre autres, elle tire dans la foule lors de manifestations faisant une centaine de morts. Durant son intervention en Somalie, des unités commettent des crimes de guerre en représailles à des attaques contre ses troupes.
À la suite du conflit avec l’Érythrée, l’armée a profondément remanié l'organisation et le volume de ses forces terrestres. Après des débuts difficiles, l’Éthiopie améliora l'efficacité d'une partie de ses forces en leur faisant bénéficier d'un entrainement plus efficace, d'armement plus performant et de structures de commandement plus autonomes. Elle fut aidée dans cette entreprise par la Corée du Nord qui entraina et équipa la Milice Populaire et les forces spéciales. Depuis cette époque, l'armée éthiopienne en dépit de son format réduit est connue pour son efficacité, son niveau d’entrainement et ses équipements.

## Équipement

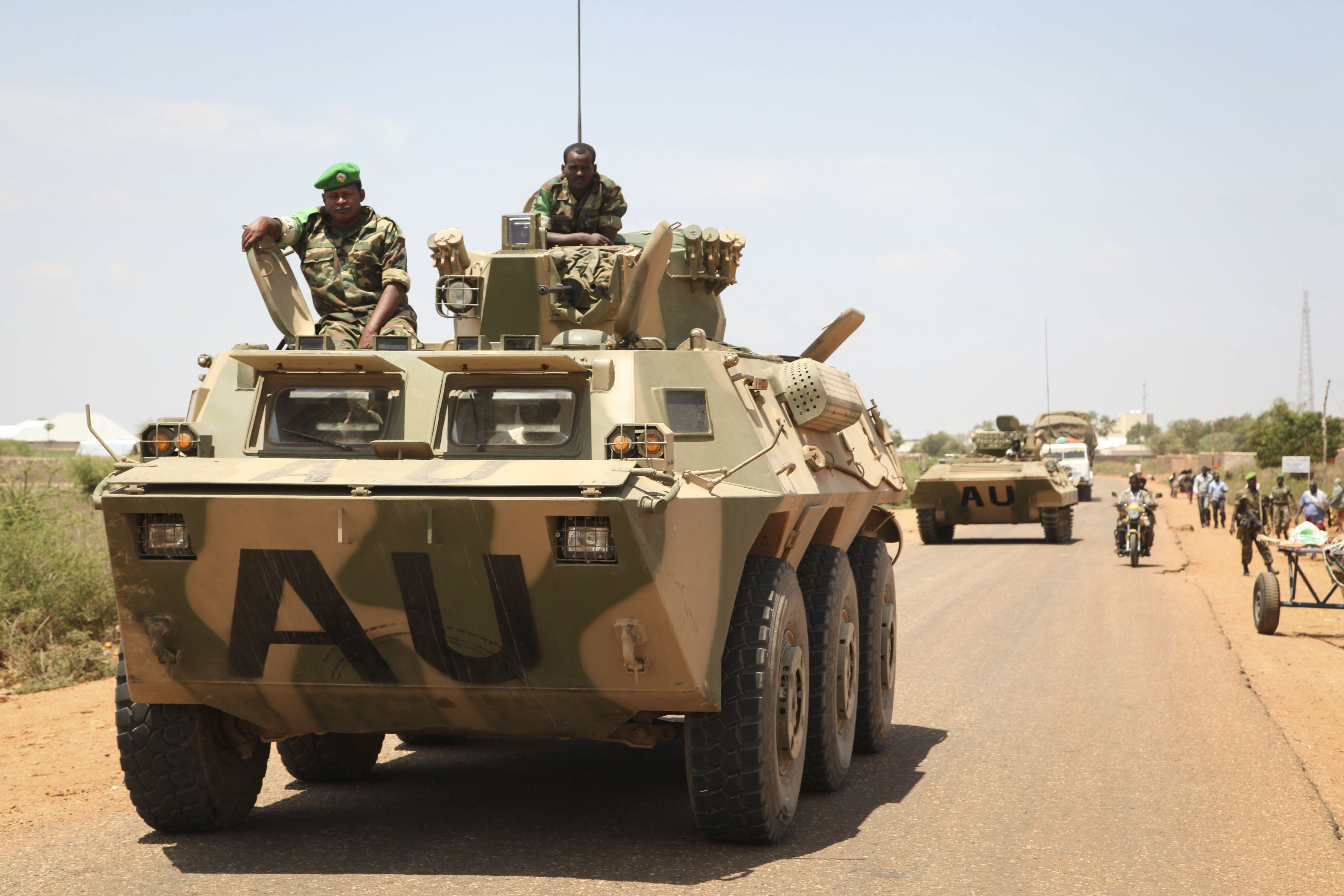
Transports de troupes de facture chinoise WZ551 éthiopiens de la Mission de l'Union africaine en Somalie en 2014 fabriqués sous licence.

Depuis 1974, l'équipement est essentiellement soviétique, puis russe et ukrainien après 1991 avec d'importants apports chinois et nord-coréens. 
Elle assemble sous licence dans les années 2010 des blindés Type 92/WZ551 chinois et des GAIA Thunder israéliens, réalise une tracteur-érecteur-lanceur de S-75 Dvina sur châssis de T-55 et assure l'entretien de ses chars de combat T-72. 
Addis-Abeba fabrique des fusils d'assaut sur la base de l'AKM (ET-97-1 et GAFAT 01), des copies de mitrailleuses PKM, du lance-grenades automatique chinois QLZ87 (désigné ET-04/01) ainsi que des munitions. 
Elle dispose de Mikoyan-Gourevitch MiG-23 et Soukhoï Su-27 Flanker pour l'aviation. L’Éthiopie se fournit aussi auprès de la France pour 20 hélicoptères Sud-Aviation SA316 Alouette III (3 en ligne en 2020) et pour un Sud-Aviation SA330 Puma depuis retiré du service, et auprès du Japon pour ses 4x4 Toyota Land Cruiser.
Selon l'almanach Forces armées africaines 2016-2017 de Laurent Touchard, le parc en 2017 est le suivant :

### Forces terrestres

#### Char de combat et cavalerie
Chars
- + de 300 T-72 et T-72B1 (215  chars T-72B1 commandés en 2011 par l’Éthiopie pour un montant de 137 millions de dollars, qui a décidé de porter 35 exemplaires au standard UA1 en août 2020)[6]
- 75 T-62 et Ch'ŏnma-ho (nombre inconnu de ces derniers livrés par la Corée du Nord dans les années 1980)[7]
- 240 T-55 (en voie de remplacement par les T-72)

Reconnaissance blindée
- 70 BRDM-1 et BRDM-2

#### Blindés divers
Véhicule de combat d'infanterie
- 20 BMP-1 (en parti converti en porte-mortiers)

Véhicules de transport de troupes
- 75 Thunder/Bishoftu (5 produit par Israël, le reste sous licence en Éthiopie à partir de 2016)[8]
- MTV avec kit de blindage commandé
- 12 ACMAT Bastion (fournis en 2016 via le département de la défense des États-Unis) [9],[10].
- + de 20 WZ551
- 10 YW534
- 10 WZ523
- 150 M113
- 90 BTR-152/BTR-60

Génie
- 4 BTS-5B
- T-55 ARV et MTU-55

#### Artillerie
Artillerie automotrice
- + de 10 2S1 Gvozdika
- 10 a 12 2S19 Msta
- 10 2S5 Giatsint-S
- 18 PLZ-45 (en) Type 88 (WA-021)

Artillerie tractée
- 250 obusiers D-30 de 122 mm
- 100 obusiers M1938 de 122 mm
- ? obusiers M46 de 130 mm
- 20 obusiers M1955 (D-20) de 155 mm
- ? AH-2
- 4 a 40 M56 pack

Artillerie antichar
- ? D-44 de 85 mm
- ~ 50 T-12 (2A19) de 100 mm

Lance-roquettes multiples
- Automoteurs : ~ 50 BM-21 Grad
- Tractés : ? lance-roquette multiple Type 63

#### Défense antiaėrienne
Artillerie automotrice~ * 60 ZSU-23-4
Artillerie tractée
- ZU-23, M1939, S60, ZPU-2, ZPU-4

Missile surface-air
- SACTP : SA-7
- Batterie de missiles sol-air fixe : HQ-64, S-75 Dvina, S-125B
- Batterie de missiles sol-air mobile : S-75 sur châssis de T-55, 2K11 Krug, 2K12 Kub, 9K31 Strela-1

#### Armement d'infanterie
Antichar
- Missile antichar : 250 Kombat, 80 AT-14, AT-4, AT-3
- Canon sans recul : B10, B11, M40A1
- Lance-roquette : RPG-7, RPG-18

Mortiers
- M1, M29 et M29A1 de 81 mm, M37 et M43 de 82 mm, M37 de 107 mm, M1944 de 120 mm

Armes légères
- Collectives: PK et PKM (et copies locales), RPK, RPD, DShKM
- Lance-grenades automatiques : ET O4/01, QLZ87
- Individuelles : GAFAT 01, ET 97-1, AKM, Type 56, quelques Type 88, G3, Vz/58
- Fusils de précision : PSL, SVD